# Clanis orhanti
Clanis orhanti là một loài bướm đêm thuộc họ Sphingidae. Nó được tìm thấy ở bán đảo Mã Lai và Sumatra.